# Musée automobile de Beaulieu
Pour les articles homonymes, voir Beaulieu.
Le Musée national automobile de Beaulieu (National Motor Museum) est un musée automobile de Beaulieu dans le comté de Hampshire en Grande-Bretagne, créé en 1952 par Lord Edward Douglas-Scott-Montagu, 3e baron Montagu de Beaulieu.

## Exposition

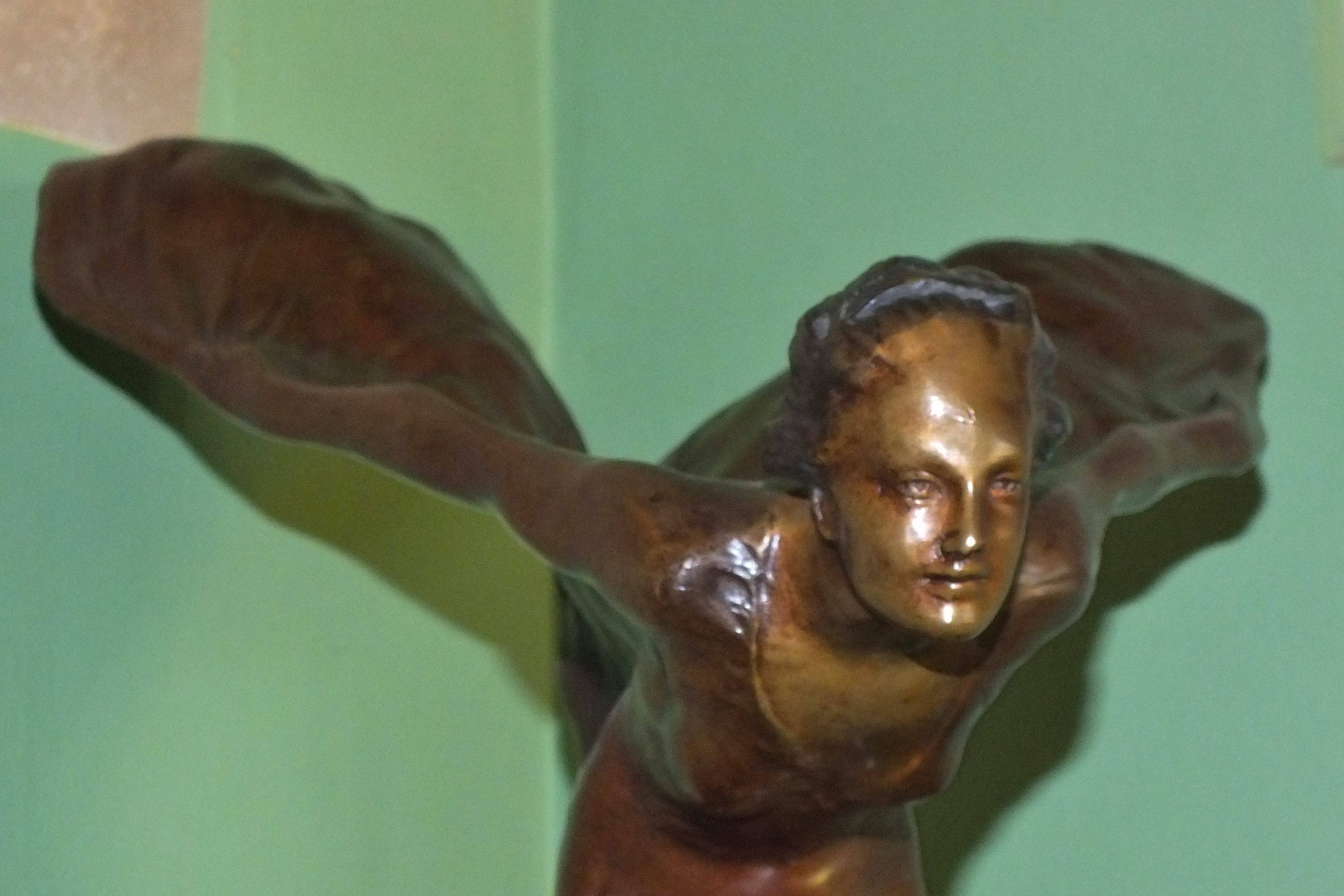
Spirit of Ecstasy de Rolls Royce, avec le visage d'Eleanor Thornton du château de Beaulieu.

Lord Edward Douglas-Scott-Montagu (1926-2015) fonde ce musée de l'automobile en 1952, sur son domaine du château de Beaulieu et de l'abbaye de Beaulieu du parc national New Forest, de Beaulieu dans le Hampshire, au Royaume-Uni. 
Il expose près de trois cents voitures et autres véhicules de collection, acquis avec le temps, ainsi que des milliers d'objets et affiches de l'histoire de l'automobile, dont une importante série de voiture de cinéma, de voitures de James Bond, et une série de statuettes « Spirit of Ecstasy » de la marque Rolls Royce (initialement créée pour sa Rolls-Royce personnelle, par Lord John Douglas-Scott-Montagu, père du fondateur du musée).

Quelques modèles exposés
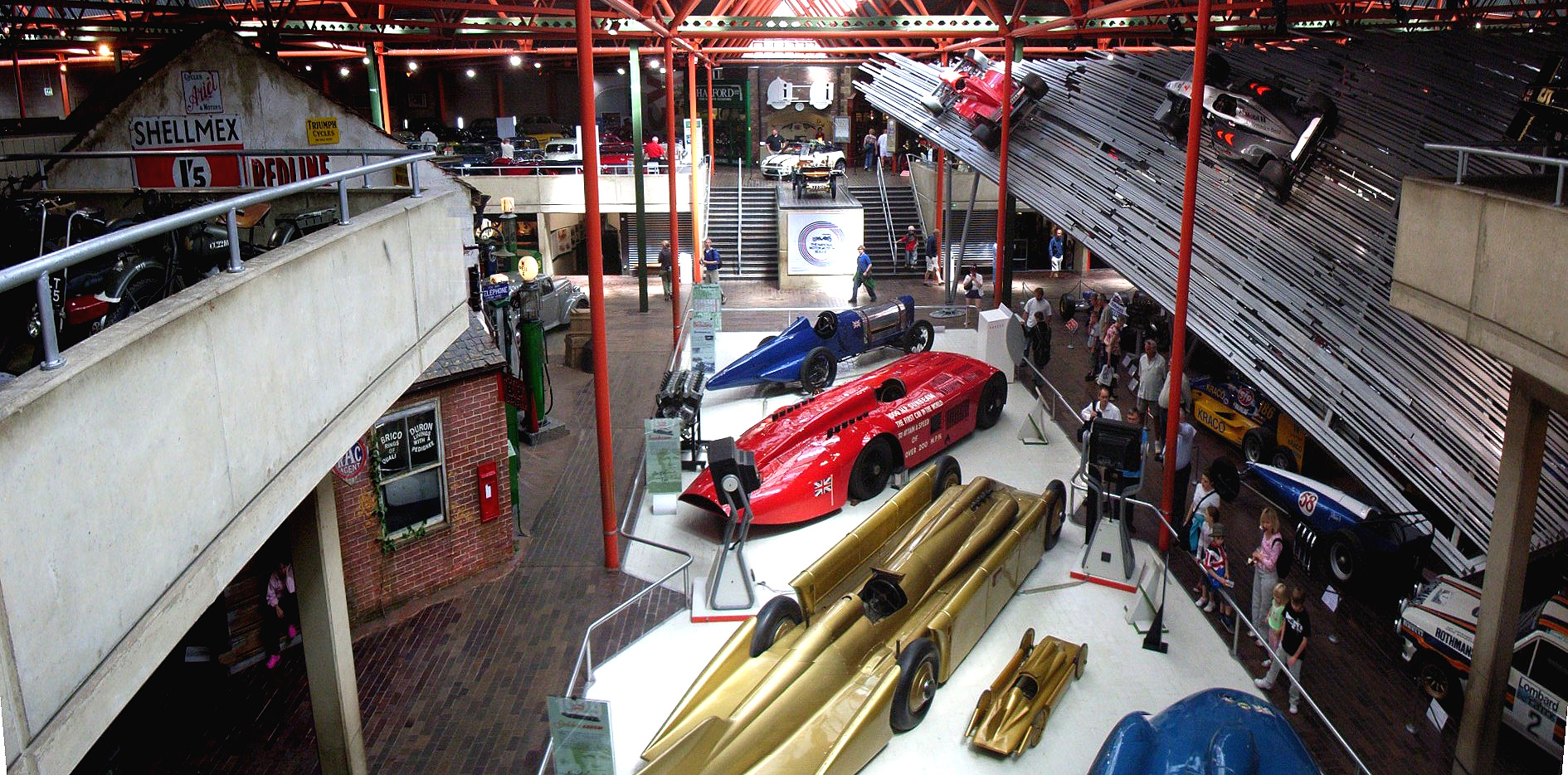
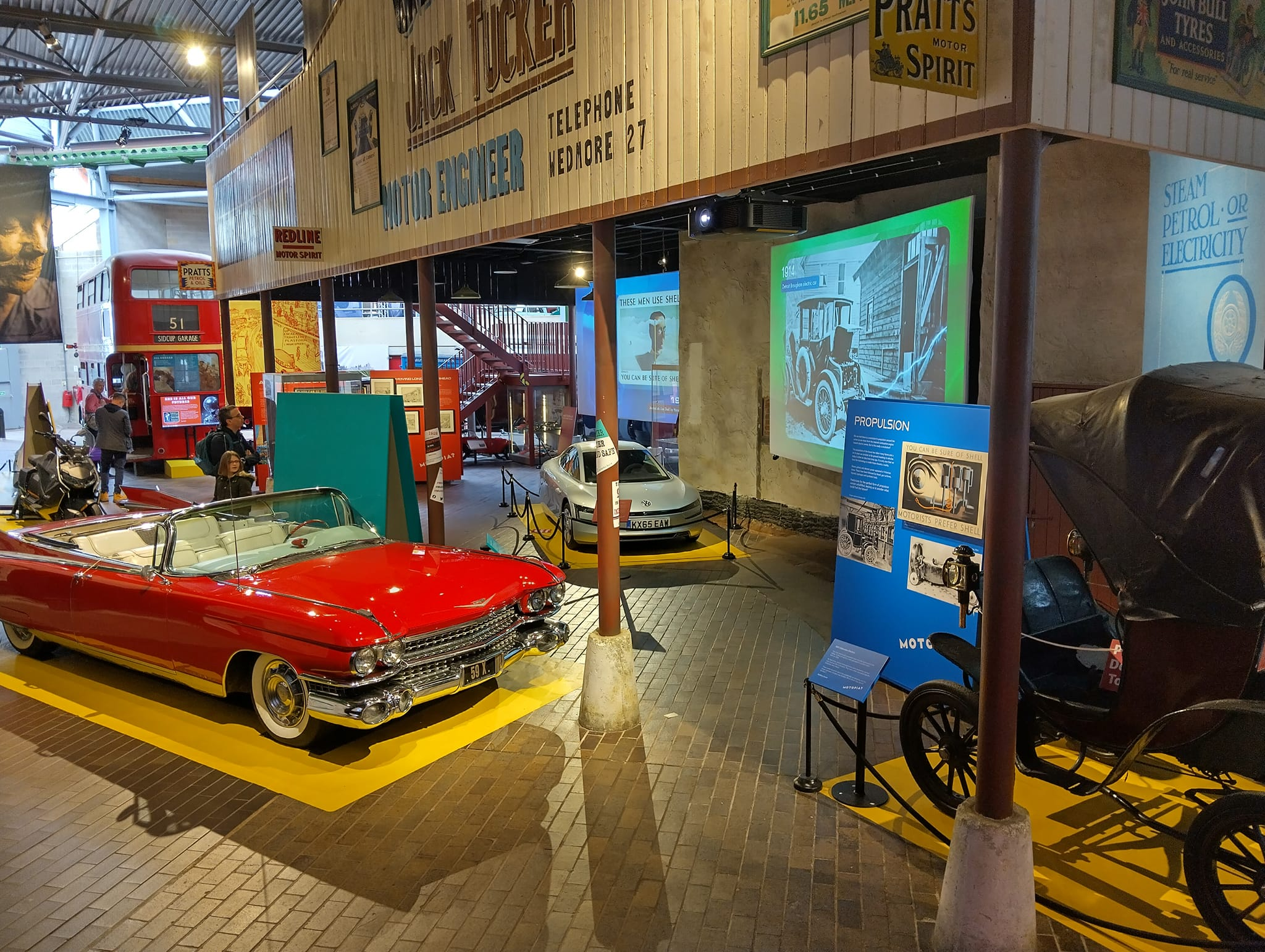
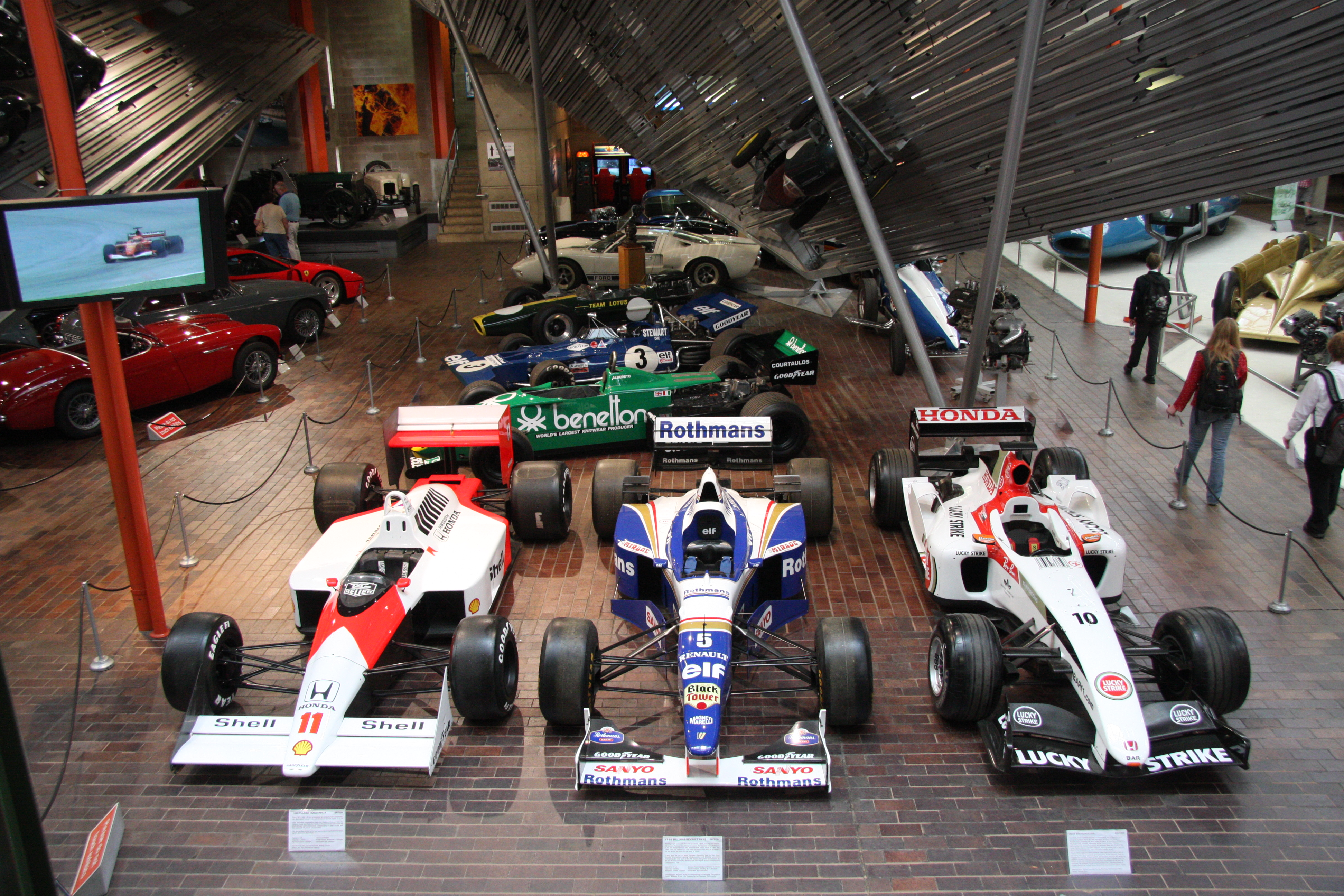

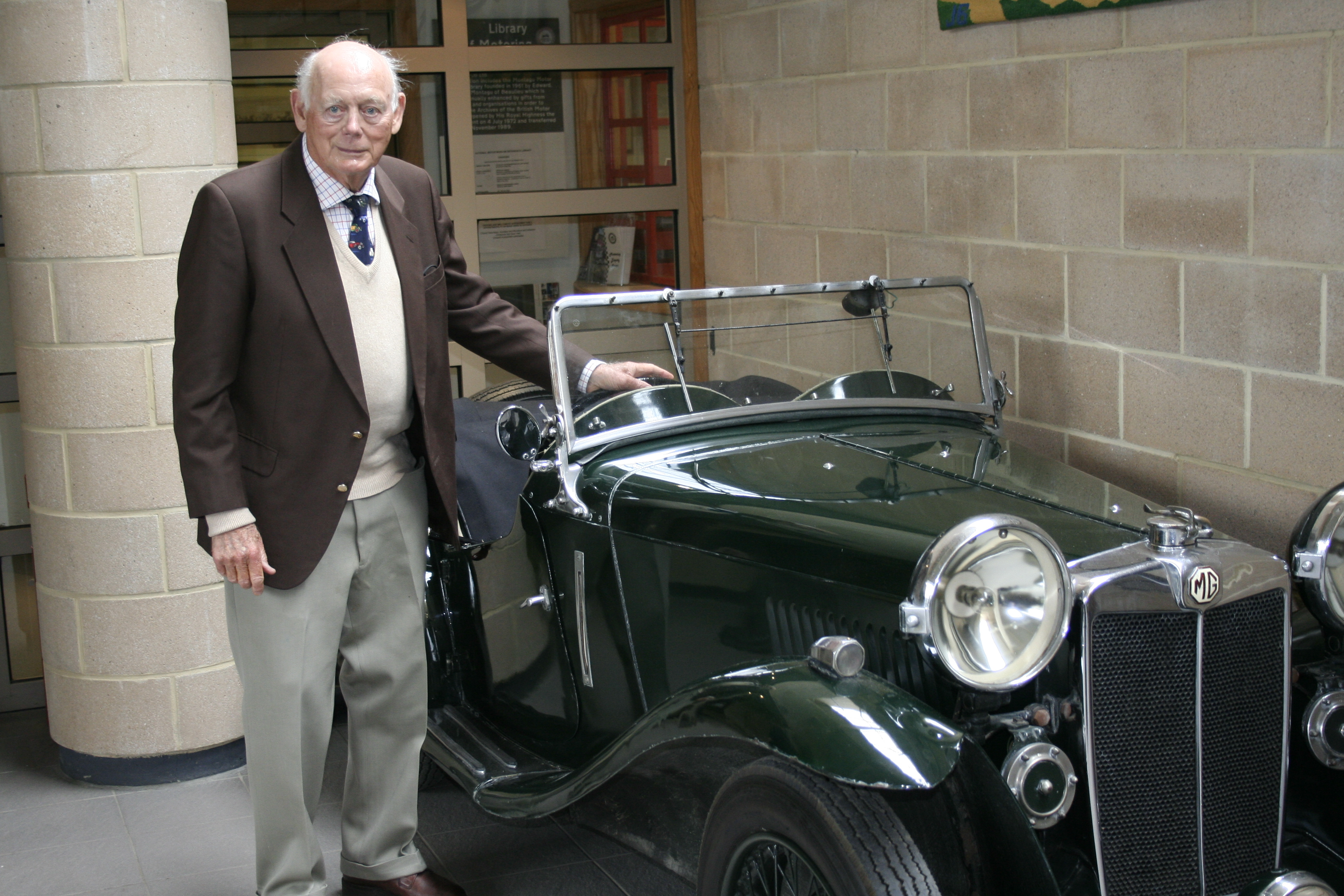
Lord Montagu de Beaulieu et sa MG T-type (2007)
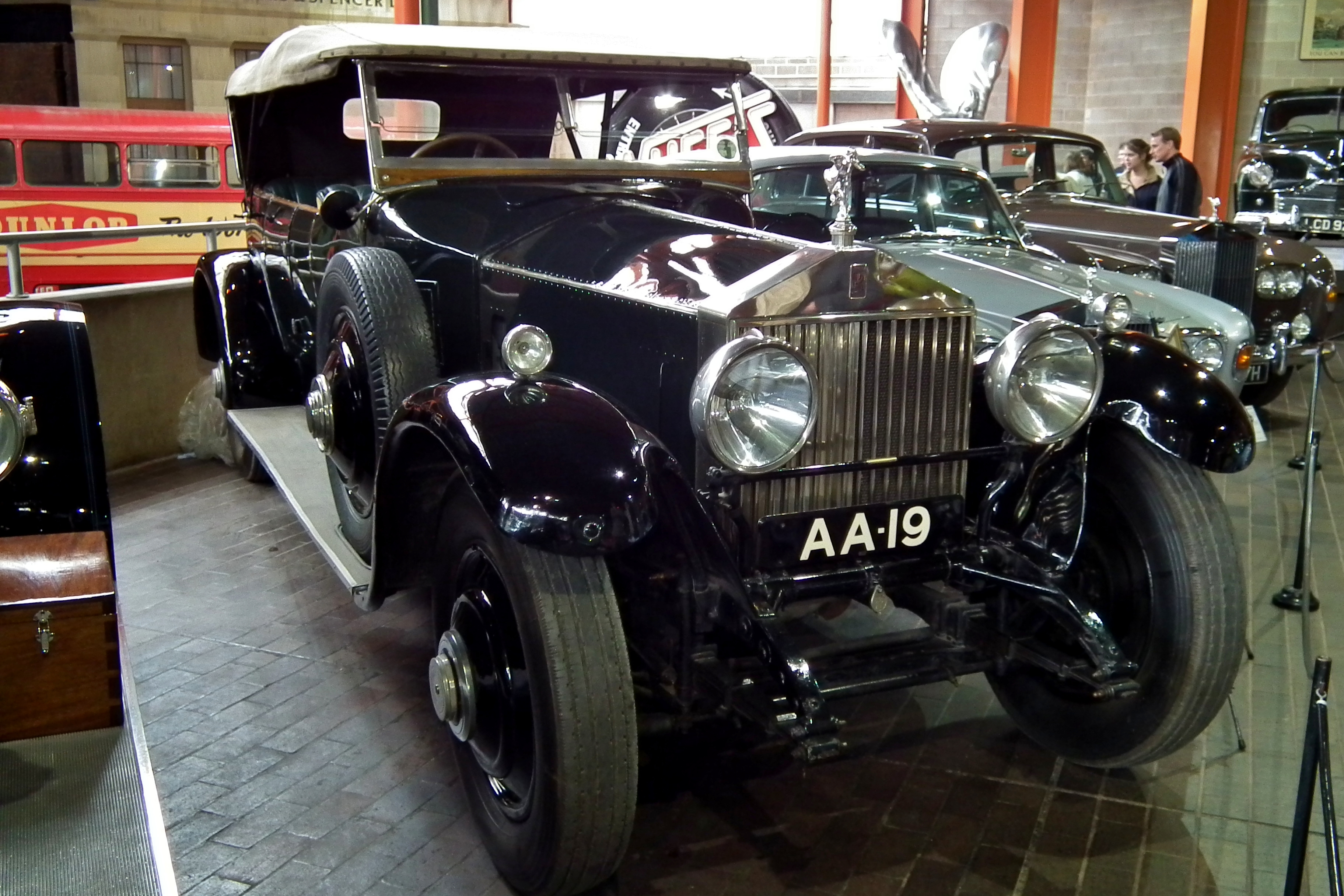
Rolls-Royce Phantom I et The Whisper
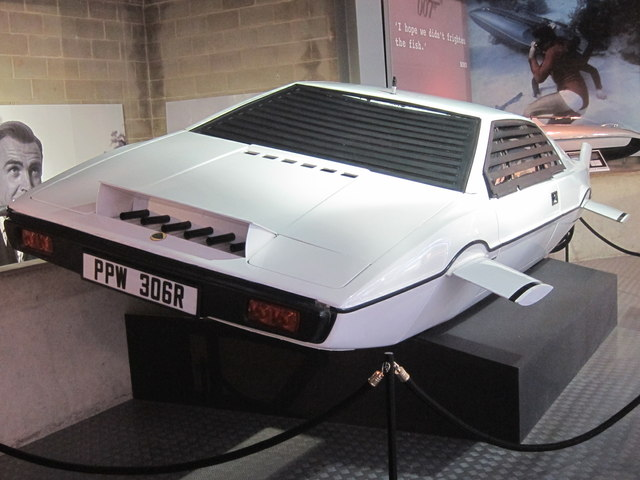
Lotus Esprit Wet Nellie de James Bond 007

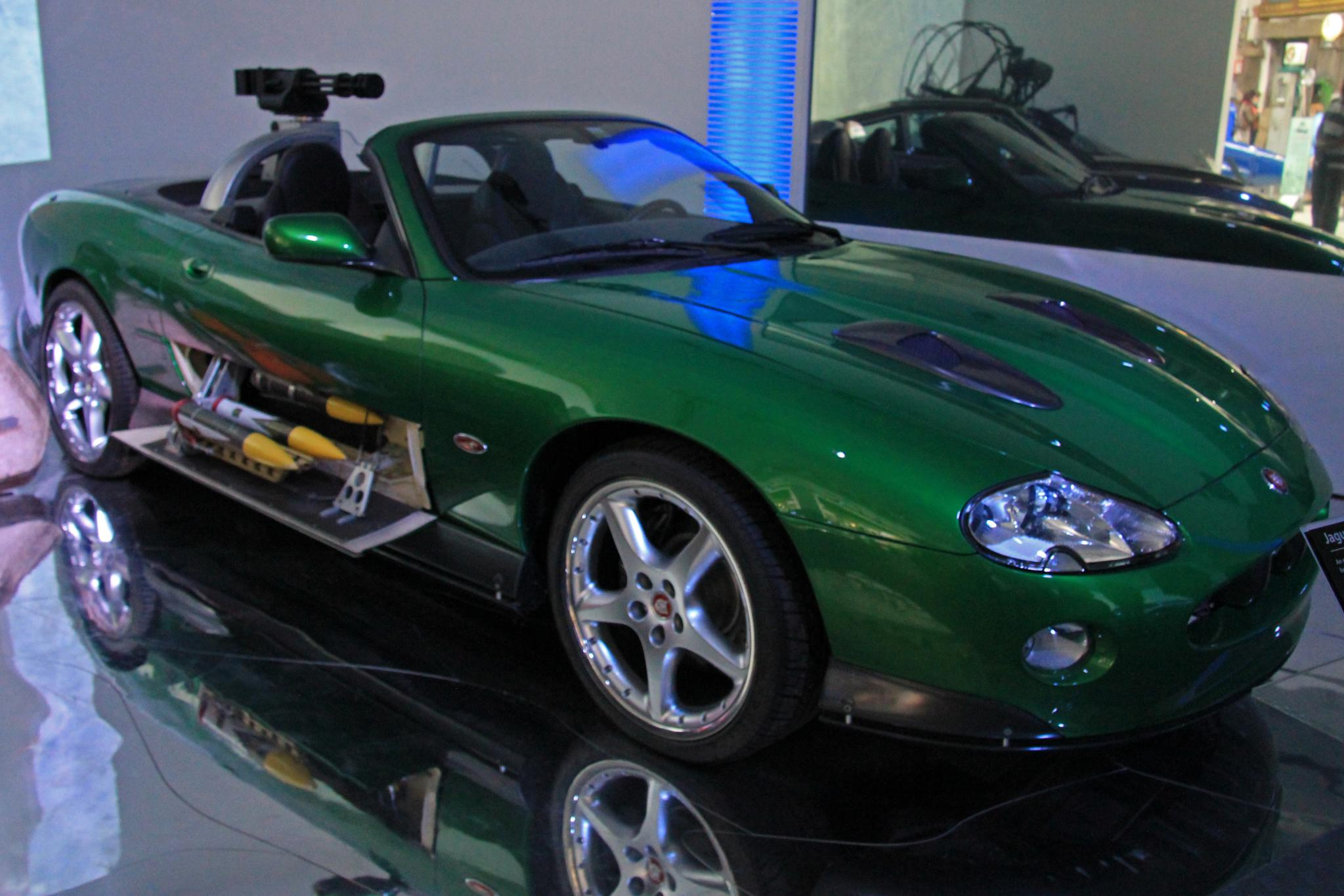
Jaguar XKR, du film Meurs un autre jour (2002)
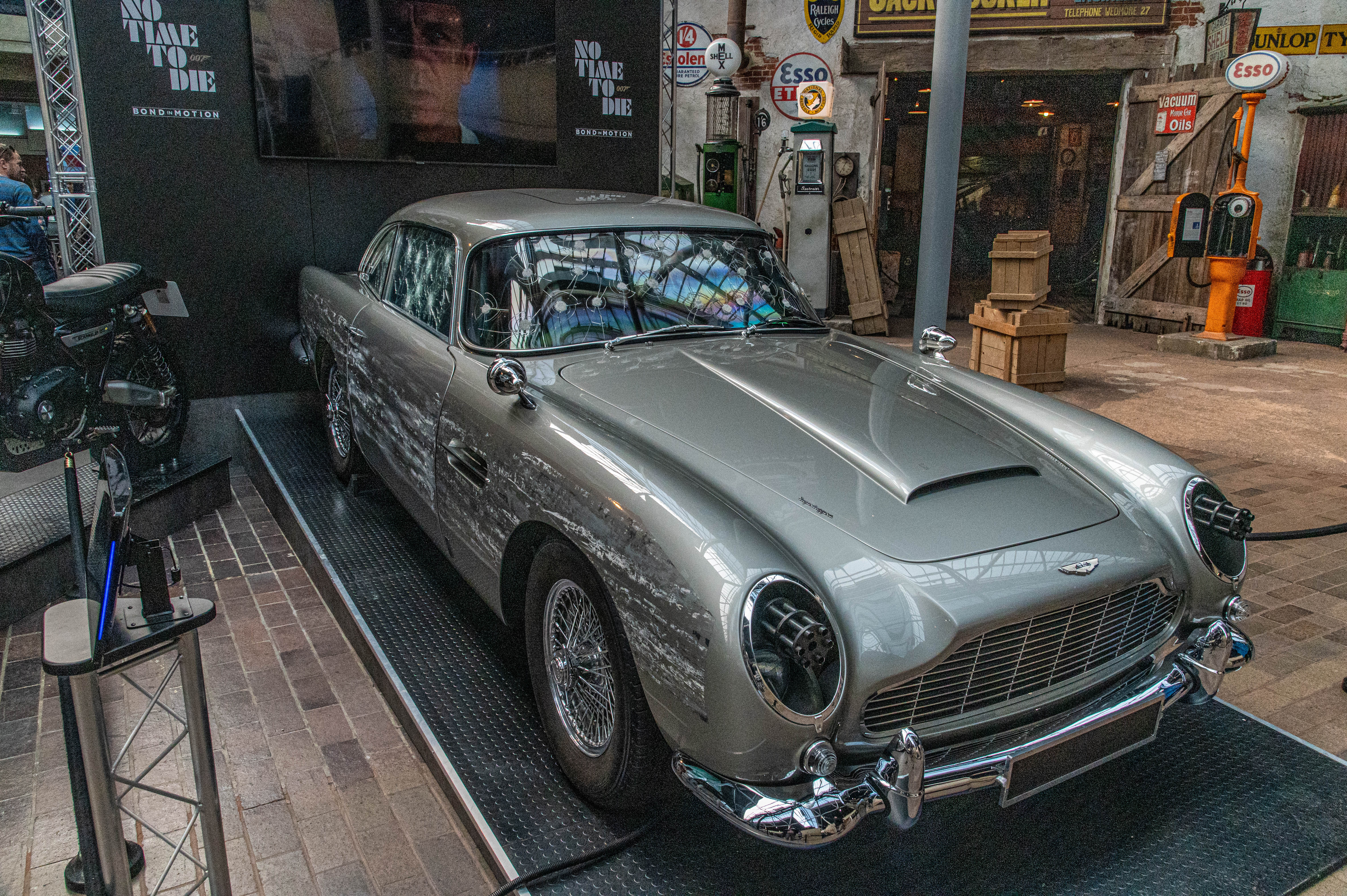
Aston Martin DB5 de James Bond 007
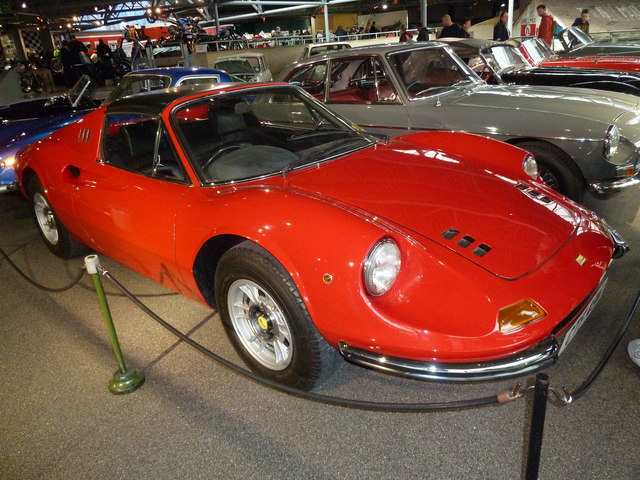
Ferrari Dino 246 (1974)

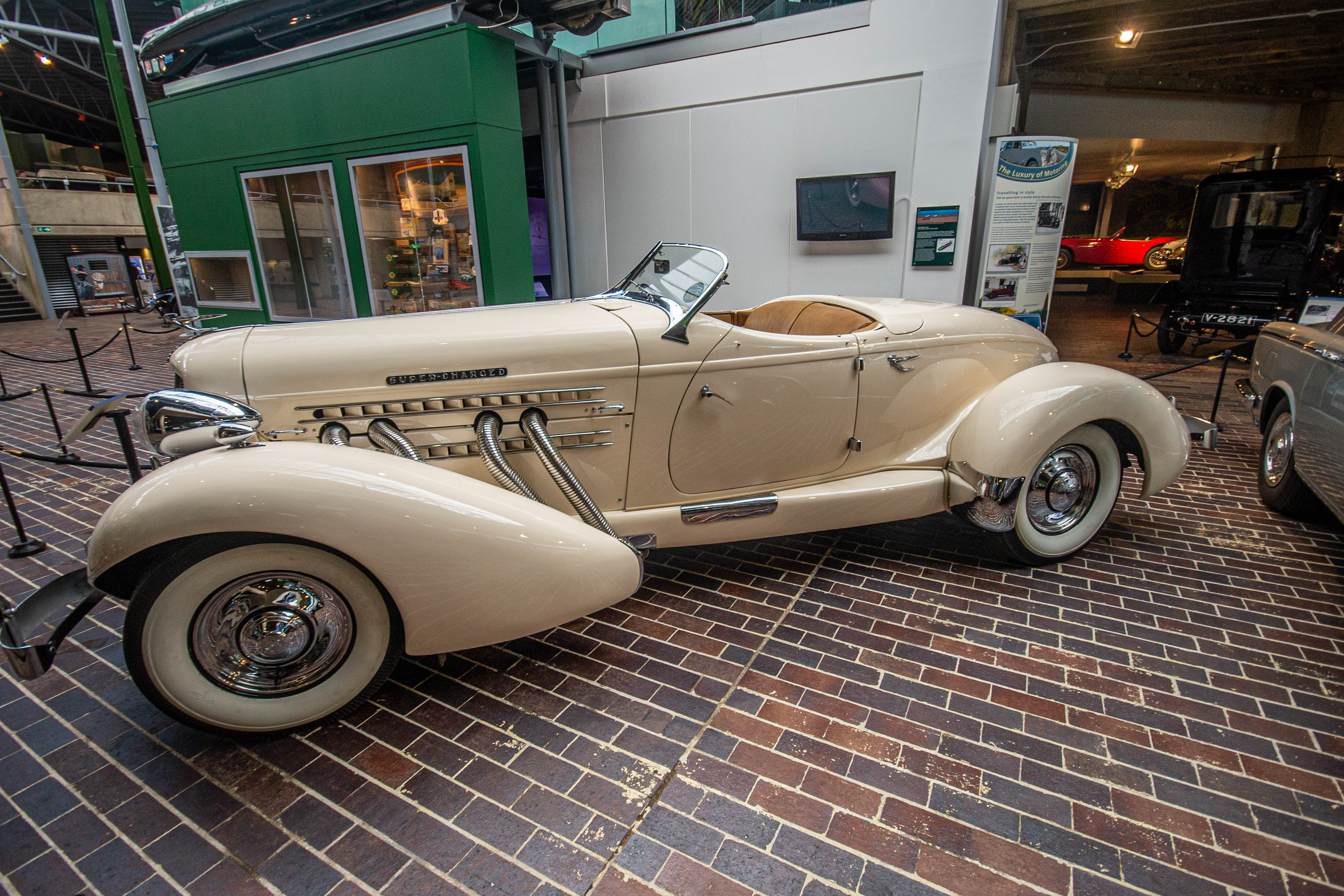
Auburn Speedster
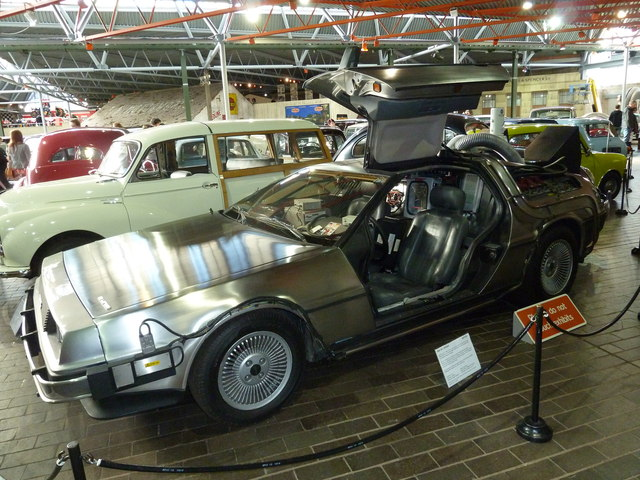
DeLorean DMC-12, de Retour vers le futur
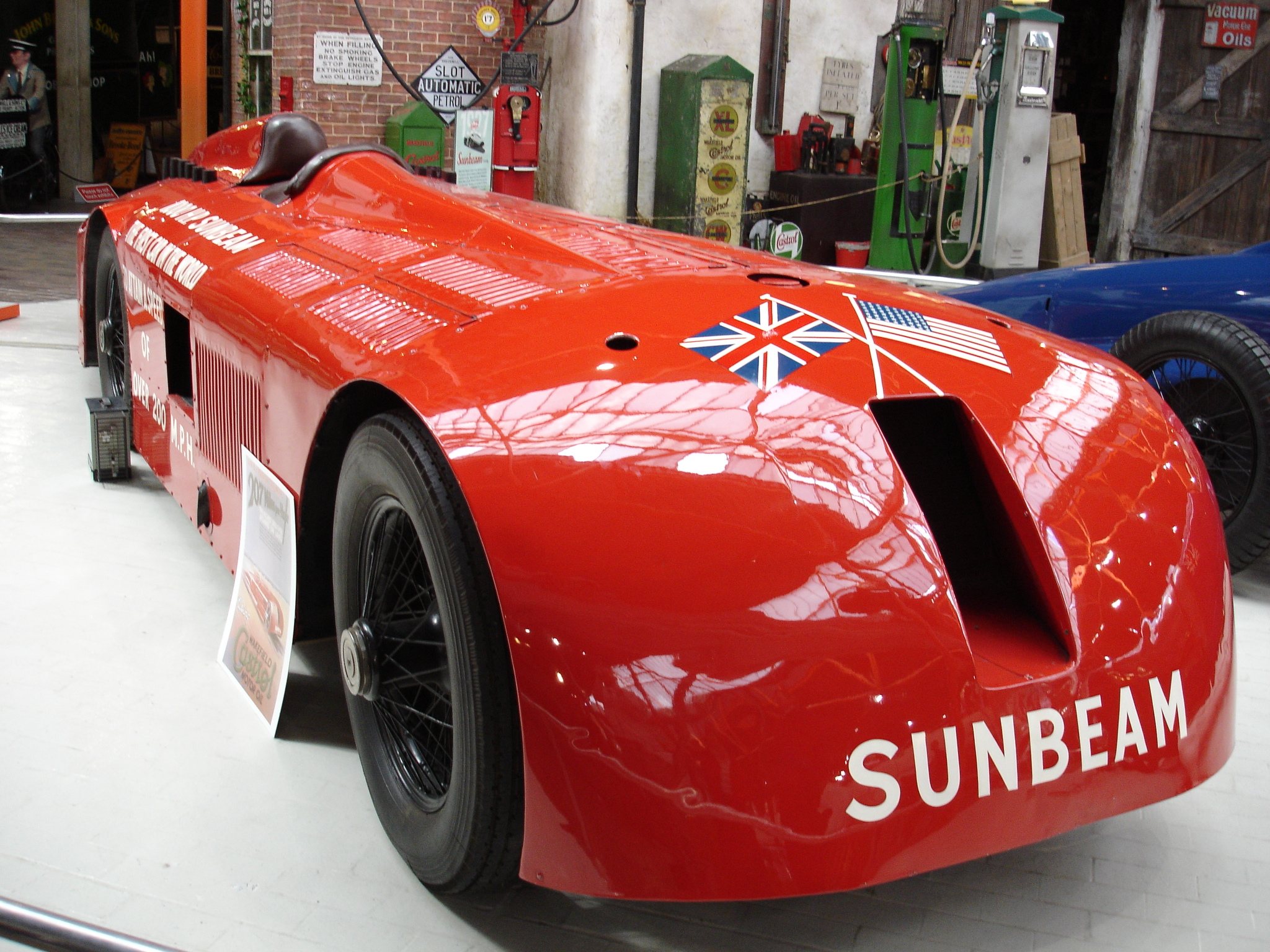
Sunbeam 1000 hp
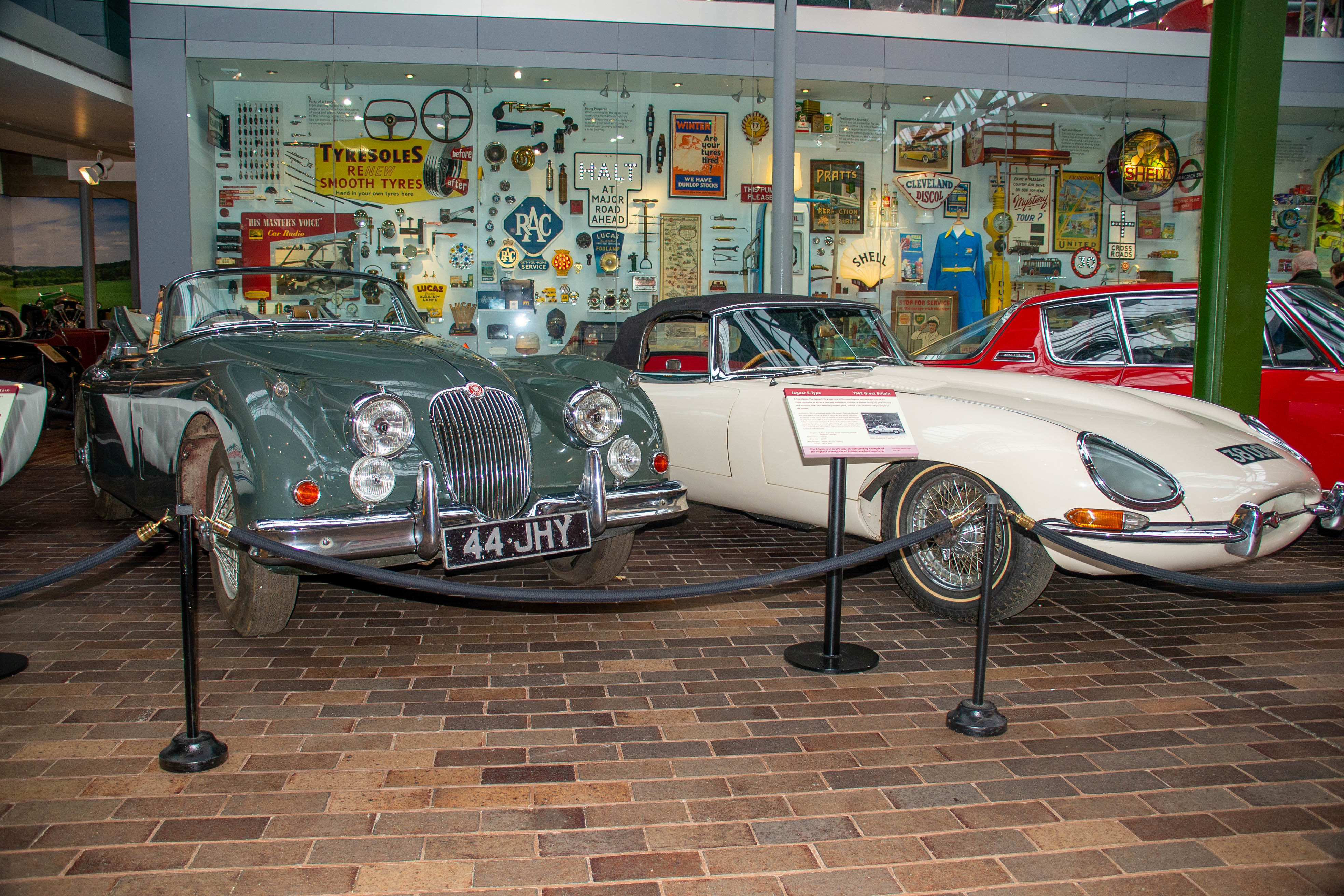
Jaguar XK150 et Jaguar Type E
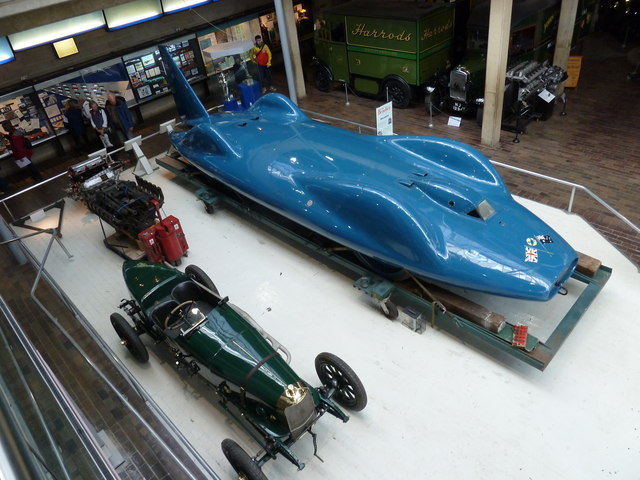
Bluebird-Proteus CN7

## Lieux associés
- Château de Beaulieu
- Abbaye de Beaulieu
- National Motor Museum Monorail (en)
- Parc national New Forest